# (15803) Parisi
(15803) Parisi ist ein Asteroid des mittleren Hauptgürtels. Der Himmelskörper wurde am 7. Februar 1994 am Farra-d’Isonzo-Observatorium (IAU-Code 595) entdeckt, einer italienischen Sternwarte in der Provinz Gorizia in der Region Friaul-Julisch Venetien. Sichtungen des Asteroiden hatte es vorher schon am 29. August und 1. September 1992 unter der vorläufigen Bezeichnung 1992 QE1 am kalifornischen Palomar-Observatorium gegeben.
(15803) Parisi gehört zur Eunomia-Familie, einer nach (15) Eunomia benannten Gruppe, zu der vermutlich fünf Prozent der Asteroiden des Hauptgürtels gehören. Die zeitlosen (nichtoskulierenden) Bahnelemente des Asteroiden sind fast identisch mit denjenigen des, wenn man von der Absoluten Helligkeit von 16,64 gegenüber 13,62 ausgeht, kleineren Asteroiden (473496) 2015 XU113.

## Benennung
Der Asteroid wurde am 7. Februar 2022 nach dem italienischen Physiker Giorgio Parisi (* 1948) benannt, der 2021 den Nobelpreis für Physik erhielt für  bahnbrechende Beiträge zum Verständnis komplexer physikalischer Systeme, konkret „für die Entdeckung, wie das Zusammenspiel von Unordnung und Fluktuationen physikalische Systeme von der atomaren bis hin zur planetarischen Ebene bestimmt“. Der Vorschlag zu Benennung nach Parisi stammte vom Astronomie-Verein CAAF aus Farra d’Isonzo.